# Anticiclone subtropicale africano

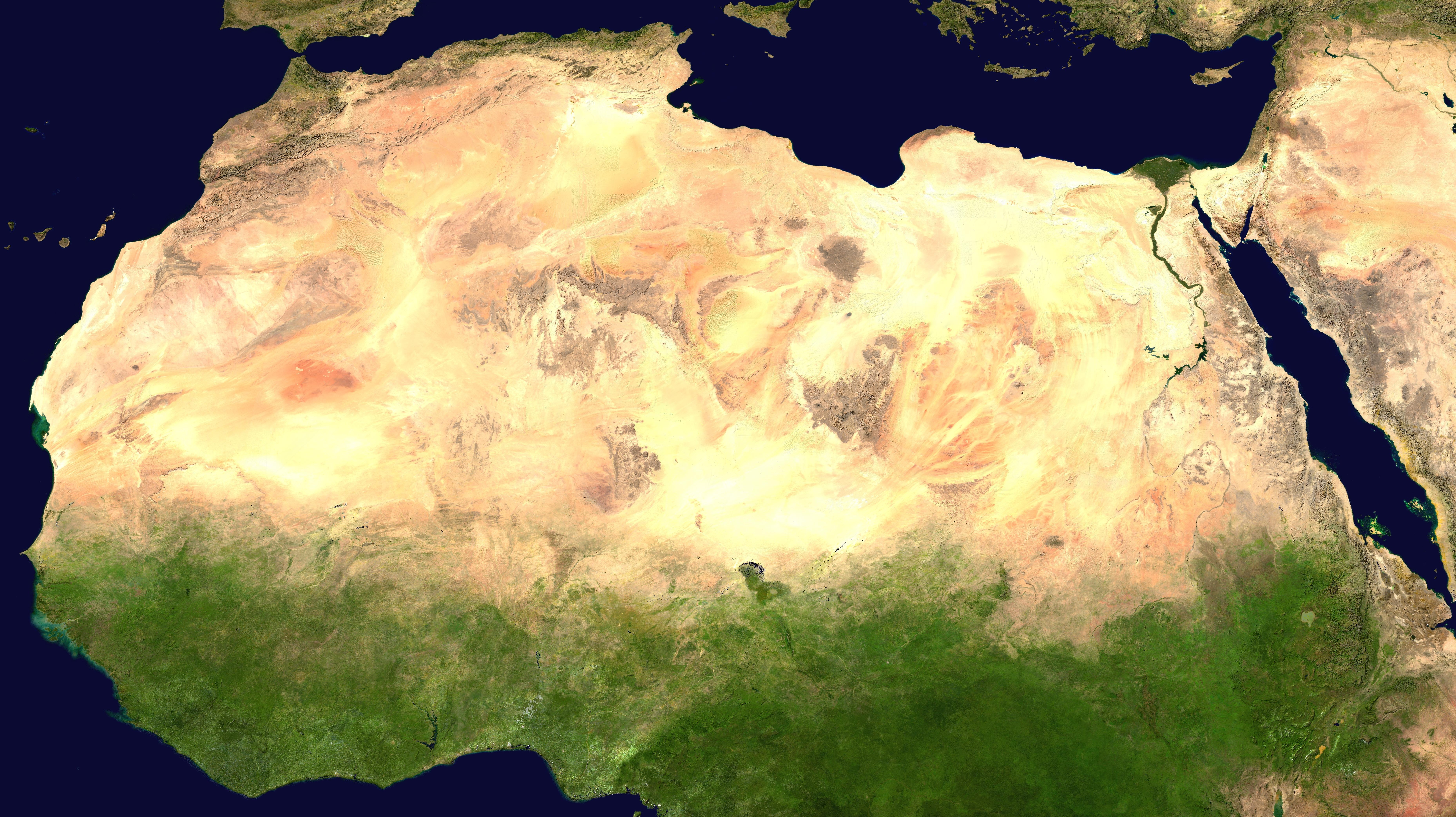
L'estrema aridità del deserto del Sahara (qui in una fotografia satellitare) è il risultato della presenza continua dell'anticiclone subtropicale africano.

L'anticiclone subtropicale africano o anticiclone nordafricano è un'area anticiclonica dinamica di natura subtropicale continentale, che interessa in modo pressoché permanente tutta l'area dell'Africa settentrionale occupata dal deserto del Sahara, dove garantisce una continua e persistente stabilità atmosferica.
Le sue caratteristiche sono principalmente identificabili negli elevati valori di geopotenziale, soprattutto durante i mesi estivi, mentre la pressione al suolo non presenta valori particolarmente alti, visto che l'area in cui insiste presenta temperature solitamente elevate; anzi, nei mesi estivi sono ricorrenti minimi relativi di pressione al suolo alle quote medio-basse a causa della stazionarietà nei bassi strati di caldissime masse d'aria.

## Descrizione

### Dinamica ed influenze meteorologiche
Come ogni area di alta pressione, anche l'anticiclone subtropicale africano possiede propri meccanismi dinamici che possono portarlo ad espandersi verso nord, raggiungendo le coste maghrebine; quando si forma la cosiddetta lacuna barica iberico-marocchina (vale a dire un'area localizzata di bassa pressione) tra le isole Canarie, il Marocco e la penisola iberica, si innesca un'ulteriore espansione di questa area di alta pressione verso nord che raggiunge così il bacino del Mediterraneo e l'Europa meridionale, dove spesso può fondersi con l'anticiclone delle Azzorre.
La risalita verso nord dell'anticiclone subtropicale africano fino al Mediterraneo determina la formazione di un promontorio di alta pressione. In Europa, questo scenario determina stabilità atmosferica con valori di temperatura molto gradevoli nella stagione invernale (escludendo, oltre le aree di montagna, anche zone sub-continentali come, ad esempio, il centro della penisola iberica e la Pianura Padana, a causa delle nebbie che normalmente si formano in tali luoghi durante i periodi anticiclonici invernali, fino a quote medio-basse), e giornate sempre stabili, ma con un po' di caldo nelle ore centrali della giornata nelle stagioni intermedie; molto più fastidiose sono le conseguenze quando tale configurazione si presenta nella stagione estiva: le correnti calde provenienti dal Sahara, oltre a portare un sensibile aumento delle temperature oltre la media, attraversando il Mediterraneo si caricano gradualmente di umidità, dando origine a condizioni di caldo afoso lungo le aree costiere, con aumento dei tassi di umidità nelle ore serali e notturne anche nelle zone più interne, con conseguente grosso disagio per tutti i soggetti (ondata di caldo) e livello di rischio molto elevato soprattutto per gli anziani.
Durante la stagione estiva, la presenza stabilizzante dell'anticiclone subtropicale africano, che è sempre accompagnata da elevatissimi valori di altezza geopotenziale, è responsabile dei periodi di stabilità atmosferica diffusa con temperature superiori alla media e valori di umidità relativa diurni piuttosto bassi se non vi è la contemporanea espansione al suolo dell'anticiclone delle Azzorre, dalle caratteristiche subtropicali oceaniche; la presenza dell'anticiclone subtropicale africano è riconoscibile dalla pressoché totale assenza di attività cumuliforme nelle zone interne (ammesso che siano assenti alcune infiltrazioni di aria più fresca da nord, la quale può determinare instabilità di tipo temporalesco), per l'elevata stabilizzazione atmosferica che si verifica a tutte le quote, impedendo di fatto infiltrazioni di aria fredda che possano contrastare con il sollevamento dell'aria calda susseguente all'intenso riscaldamento del suolo; in inverno, invece, la sua espansione verso nord è più rara e può determinare la formazione di nubi basse lungo le aree costiere e nelle zone pianeggianti.